# Эффинджер, Джордж Алек
Джордж Алек Эффинджер (George Alec Effinger; 10 января 1947 года, Кливленд, Огайо — 27 апреля 2002 года, Новый Орлеан, Луизиана) — американский писатель-фантаст, лауреат премий «Хьюго» и «Небьюла».

## Писательская карьера
Первым опубликованным рассказом Эффинджера стал «The Eight-Thirty to Nine Slot», появившийся на страницах журнала Fantastic в 1971 году. В 1972 году был издан его первый роман, «What Entropy Means to Me», который был номинирован на премию «Небьюла» как лучший роман. Это сложное, многослойное произведение на стыке жанров получило положительные отзывы от Теодора Старджона и Роберта Силверберга. Из его малой прозы наиболее удачным стал рассказ «Кошечка Шрёдингера» (англ. Schrödinger's Kitten, 1988), получивший сразу премии «Хьюго», «Небьюла», «Сэйун» и мемориальную премию Теодора Старджона.

## Личная жизнь
На протяжении всей своей жизни Эффинджер часто болел, что привело к накоплению значительных счетов за медицинский услуги, который он не смог оплачивать. Из-за особенности законодательной системы Луизианы, существовала вероятность отторжения авторских прав писателя к кредиторам, в данном случае, больничным учреждениям. Тем не менее, ни один представитель больницы не появился на слушаниях о банкротстве, и Эффинджер восстановил права на всю свою интеллектуальную собственность.
Эффинджер встретил свою первую жену Диану в 1960 году. Начиная с середины 1970-х до середины 1980-х годов он был женат на художнице Беверли К. Эффинджер, а с 1998 по 2000 год на писательнице Барбаре Хэмбли. С середины 1990-х из-за состояния здоровья он почти ничего не писал, жил последние годы в Новом Орлеане и умер в своём доме в возрасте 55 лет.

### Романы
- What Entropy Means to Me (1972)
- Relatives (1973)
- Nightmare Blue (1975) (соавтор: Гарднер Дозуа)
- Felicia (1976)
- Those Gentle Voices: A Promethean Romance of the Spaceways (1976)
- Death in Florence (1978)
- Heroics (1979)
- The Wolves of Memory (1981)
- Shadow Money (1988)
- The Red Tape War (1990) (соавторы: Майк Резник и Джек Чалкер)
- The Zork Chronicles (1990)

### Сборники
- Mixed Feelings (1974)
- Irrational Numbers (1976)
- Dirty Tricks (1978)
- Idle Pleasures (1983) (science fiction sports stories)
- Author’s Choice Monthly Issue 1: The Old Funny Stuff (1989)
- Maureen Birnbaum, Barbarian Swordsperson (1993)
- George Alec Effinger Live! From Planet Earth (2005)
- A Thousand Deaths (2007)